# Joan Beatty
Pour les articles homonymes, voir Beatty.
Joan Beatty est une journaliste et femme politique provinciale canadienne de la Saskatchewan. Elle représente la circonscription de Cumberland à titre de députée du Nouveau Parti démocratique de la Saskatchewan de 2003 à sa démission en 2008.
Ayant démissionné de son poste à l'Assemblée législative de la Saskatchewan pour se porter candidate libérale dans la circonscription fédérale de Desnethé—Missinippi—Rivière Churchill lors d'une élection partielle en mars 2008, elle est défaite par le conservateur Rob Clarke.

## Politique provinciale
Journaliste pour la Canadian Broadcasting Corporation, Beatty devient la première femme autochtone des Premières Nations à siéger à l'Assemblée législative de la Saskatchewan. Peu après l'élection de 2003, elle est nommée ministre de la Culture, de la Jeunesse et de la Récréation en plus d'être Secrétaire provinciale. Réélue en 2007 dans sa circonscription, mais dans un parti ayant perdu le pouvoir, elle devient critique de l'Opposition en matière de Condition féminine et d'Affaires du Nord.

## Politique fédérale
En 2007, elle est approchée par le Nouveau Parti démocratique fédéral et par les Libéraux pour se présenter à l'élection partielle de mars 2008 dans Desnethé—Missinippi—Rivière Churchill. Comptant faire part de sa décision sur sa candidature et avec quel parti, elle accepte l'offre des Libéraux et est officiellement nommé par le chef Stéphane Dion.